# Компаньонка (пьеса)
«Компаньонка» (фр. La Suivante) — пьеса в стихах французского драматурга Пьера Корнеля, впервые поставленная на сцене в 1633 году. Считается одной из пяти ранних пьес Корнеля, «занимающих промежуточное положение между трагикомедией и комедией нравов». Драматург здесь отказывается от использования характерных для французской драматургии традиций средневекового фарса и итальянской комедии дель арте, показывает умение выстраивать живые и занимательные диалоги. Действие происходит в парижском светском обществе и ограничивается любовными интригами.
Главная героиня пьесы — умная и красивая девушка, получившая хорошее воспитание, но вынужденная вести жизнь компаньонки при богатой родственнице. Она с грустью понимает, что в глазах общества все её достоинства — ничто по сравнению с хорошим приданым. Сюжет пьесы крайне запутан, героям приходится притворяться и играть нехарактерные для них роли.